# Thurl Ravenscroft

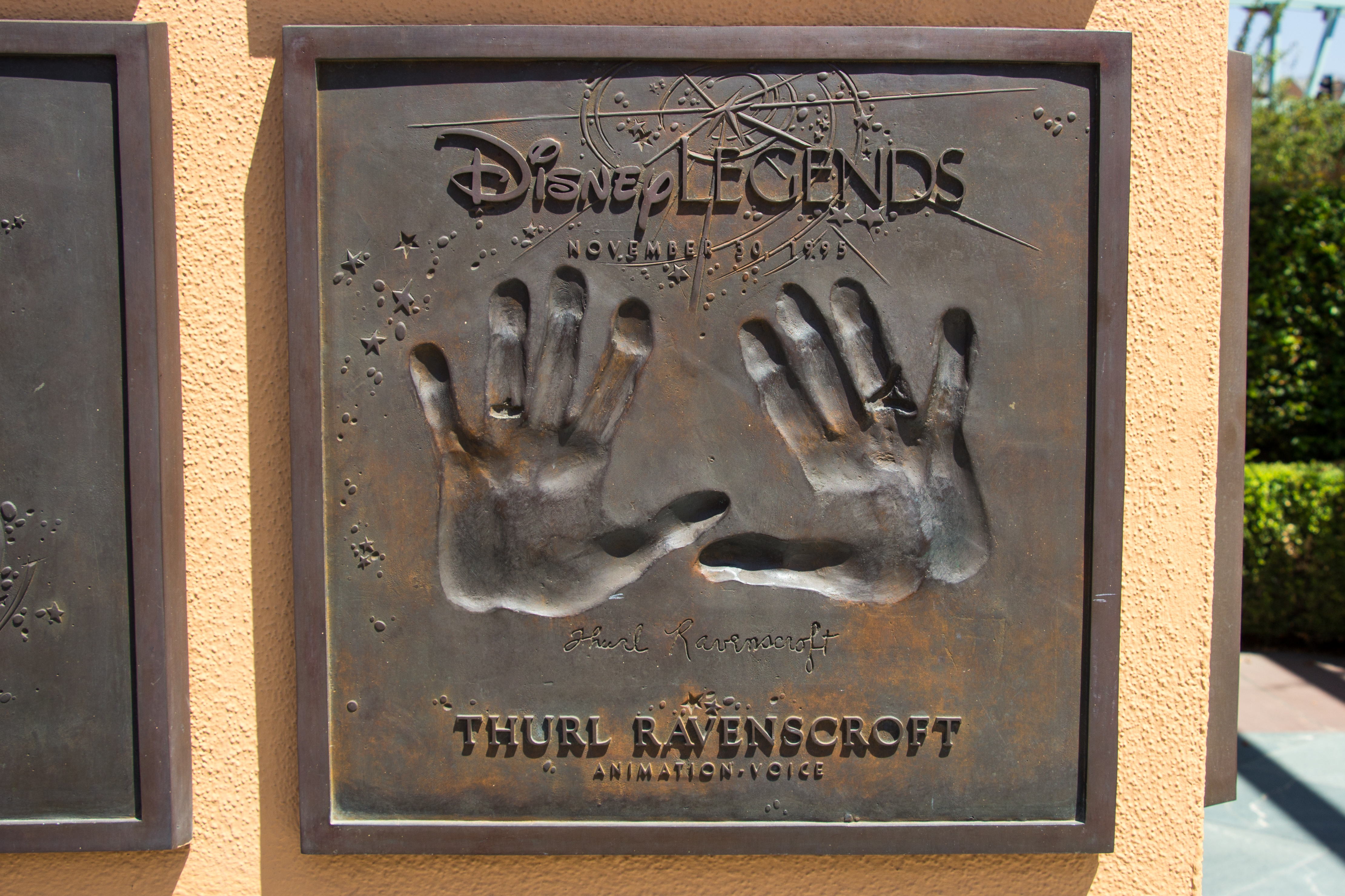
Ravenscrofts Handabdrücke an den Disney-Studios in Burbank, Kalifornien

Thurl Arthur Ravenscroft (* 6. Februar 1914 in Norfolk, Nebraska; † 22. Mai 2005 in Fullerton, Kalifornien) war ein US-amerikanischer Basssänger, Synchronsprecher und Schauspieler. Große Bekanntheit erlangte er in seinem Heimatland als jahrzehntelange Stimme des Kellogg’s-Maskottchens Tony the Tiger sowie als Sprecher zahlreicher Figuren in Filmen und Themenparks des Walt-Disney-Universums.

## Leben
Thurl Ravenscroft stammte aus Norfolk, Nebraska. 1933 wanderte er nach Kalifornien aus und studierte Innenarchitektur und Bühnenbild am Otis College of Art and Design in Los Angeles. Nachdem er während der Highschool in Musicals und Theaterstücken mitgewirkt hatte, schloss er sich als Student einem Kirchenchor an. Auf Anraten des Chorleiters bewarb sich Ravenscroft bei Paramount Pictures als Studiosänger und gab sein Kunststudium auf.
Durch den Zweiten Weltkrieg erfuhr seine Karriere eine Unterbrechung. Noch als Sänger erwarb sich Ravenscroft die Pilotenlizenz und entschied sich, als Navigator zu dienen, weil er mit seiner Körpergröße von 1,96 Metern nicht in das Cockpit der Kampfjets passte. Er wurde vom Air Transport Command (ATC), einer zivilen Transportflugeinheit innerhalb der Army Air Forces, aufgenommen und überflog fünf Jahre lang weite Teile des Atlantischen Ozeans. Zu seinen prominenten Fluggästen gehörten Winston Churchill und Bob Hope. Nach dem Krieg schlug er den Posten als Air-Force-Leiter der Nordafrika-Division in Kairo aus und kehrte nach Hollywood zurück, um seine Laufbahn im Showgeschäft fortzusetzen.
Während seiner Zeit beim ATC lernte Ravenscroft June Seamans (1919–1999) kennen, die für Trans World Airlines arbeitete. Die beiden heirateten 1946 und blieben bis zu ihrem Tod zusammen. Thurl Ravenscroft erlag im Mai 2005 im Alter von 91 Jahren einer Prostatakrebs-Erkrankung. Er hinterließ zwei Kinder und vier Enkelkinder.

## Karriere

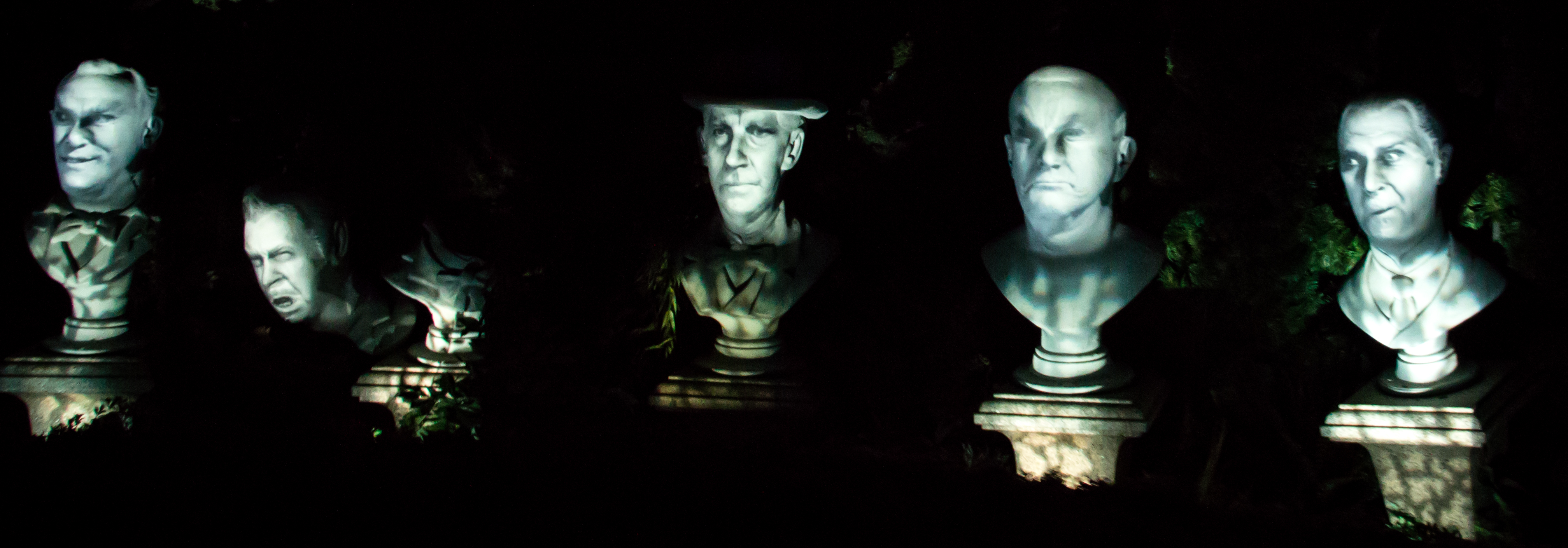
Singende Büsten in der Geistervilla (die zweite zeigt Ravenscrofts Gesicht)

Thurl Ravenscroft begann seine Hollywood-Karriere als Studiosänger bei Paramount. Dank seiner unverkennbaren Bassstimme erhielt er von Anfang an viele Aufträge und fand keine Zeit mehr, sein Studium zu beenden. Er sprach anfangs für einige Opernrollen vor, musste allerdings erkennen, dass seine Stimmlage selbst für die meisten Bassrollen zu tief war. Ein erstes Gruppenengagement hatte er als Teil des Goose Creek Quartet, in dem er zwei Charaktere verkörperte. Im Laufe seiner Karriere gehörte Ravenscroft weiteren Gesangsgruppen an, darunter die Paul Taylor Choirsters, das Sportsmen Quartet, Big John and the Buzzards, der Norman Luboff Choir und die 1948 gegründeten Mellomen. Als Teil der Mellomen arbeitete er sowohl im Radio als auch im Aufnahmestudio mit Unterhaltungsgrößen wie Rosemary Clooney, Bing Crosby, Elvis Presley oder Frank Sinatra zusammen.
1940 hatte Ravenscroft eine seiner ersten Sprechrollen als der Wal in Disney’s Pinocchio. Bis zum Krieg trat er in zwei weiteren abendfüllenden Disney-Spielfilmen als Sänger in Erscheinung. Nachdem die Mellomen vermehrt mit Werbungen aufgefallen waren, legte eine Werbeagentur Ravenscroft die Zeichnung und Charakterbeschreibung eines neuen Maskottchens der Kellogg Company vor. Der Sänger und Synchronsprecher nahm sich der Cornflakes-Werbefigur Tony the Tiger an und lieh ihr von 1952 bis zu seinem Tod im Jahr 2005 die Stimme. Daneben warb er für Marken wie Gillette und Marlboro sowie mehr als zwei Dutzend verschiedene Bierbrauer. Mit und ohne Gesangsgruppen wirkte er an vielen von Walt Disney persönlich produzierten Filmen, darunter Susi und Strolch (1955), 101 Dalmatiner (1961) und Mary Poppins (1964), mit. Außerdem arbeitete er mit Chuck Jones bei drei filmischen Umsetzungen des Kinderbuchautors Dr. Seuss zusammen. Seine letzten Synchronrolle im Film hatte Ravenscroft als Staubsauger Kirby in Der tapfere kleine Toaster (1987) inklusive zweier Fortsetzungen.
1970 veröffentlichte Thurl Ravenscroft unter seinem Nachnamen sein einziges Soloalbum Great Hymns in Story and Song. Es besteht aus einer Mischung aus Spoken Word und Gospelsongs. Ravenscroft, ein gläubiger Christ, trat regelmäßig im Fernsehgottesdienst Hour of Power auf.

## Rezeption
Thurl Ravenscroft war über mehrere Jahrzehnte hinweg einer der aktivsten Synchronsprecher Hollywoods. Die Kellogg’s-Werbefigur Tony the Tiger prägte er mit dem Ausspruch „They’re grrrrreeeat!“ nachhaltig mit, wobei er selbst die Idee zum rollenden R hatte. Ravenscroft lieh Tony bis zu seinem Tod in mehr als 500 Werbespots die Stimme. Noch 1987 reiste er fünfmal im Jahr nach San Diego, um neue Spots zu drehen. Mit seiner Verkörperung des freundlichen Tigers hatte er in den Anfangsjahren wesentlichen Anteil am Verkaufserfolg der Marke. Gegenüber dem Orange County Register beschrieb er sich 1996 selbst als „einziger Mann auf der Welt, der mit einem Wort, Grrrrreeeat!, Karriere gemacht habe“.
Daneben bleibt der Name Thurl Ravenscroft vor allem mit Walt Disney verbunden, wenngleich er als Freelancer ohne eigenen Agenten für die meisten seiner Sprech- und Gesangsrollen keinen Credit erhielt. Über Animationsfilme hinaus arbeitete Ravenscroft früh mit den Disney-Themenparks zusammen. Im Disneyland Resort ist er bis heute als eine der singenden Büsten in der Haunted Mansion mit dem Lied Grim Grinning Ghosts oder während der Themenfahrt Pirates of the Caribbean zu hören. Weiterhin großer Beliebtheit erfreut sich das 1966 für ein TV-Special von ihm eingesungene Weihnachtslied You’re a Mean One, Mr. Grinch. Elizabeth McCracken von der New York Times attestierte Ravenscroft postum eine „mahagony voice“ (Mahagonistimme), die „unverwechselbar, nützlich und unermüdlich“ gewesen sei.

“You may not find his name on the record jacket or the end-of-movie credits, but once you go listening, you’ll find it: Thurl Ravenscroft is the gravity in the harmony, the comic deep-voiced pig, the tallest cowboy in the cowboy quartet.”

„Man findet seinen Namen vielleicht nicht auf der Plattenhülle oder am Ende der Filmcredits, aber wenn man einmal anfängt, zu hören, findet man ihn: Thurl Ravenscroft ist die Schwerkraft in der Harmonie, das komische tiefstimmige Schwein, der größte Cowboy im Cowboy-Quartett.“

## Filmografie
- 1939–1942: Looney Tunes (4 Episoden, Sprechrolle und Gesang)
- 1940: Pinocchio (Sprechrolle)
- 1940: Isle of Destiny
- 1941: Dumbo (Gesang)
- 1941: The Nifty Nineties (Gesang)
- 1942: Drei Caballeros im Sambafieber (Saludos Amigos, Gesang)
- 1948: Musik, Tanz und Rhythmus (Melody Time, Gesang)
- 1949: Der Brandstifter von Los Angeles (Arson, Inc.)
- 1951: Alice im Wunderland (Alice in Wonderland, Sprechrolle)
- 1952: Jack and the Beanstalk (Gesang)
- 1953: Peter Pan (Sprechrolle)
- 1953: Die Musikstunde (Toot, Whistle, Plunk and Boom, Gesang)
- 1954: Rose Marie
- 1955: Daddy Langbein (Daddy Long Legs, Gesang)
- 1955: Susi und Strolch (Lady and the Tramp, Gesang)
- 1956: Design for Dreaming (Gesang)
- 1956: Hardy Boys (Gesang)
- 1958: Paul Bunyan (Sprechrolle)
- 1959: Dornröschen (Sleeping Beauty, Gesang)
- 1961: 101 Dalmatiner (101 Dalmatians, Sprechrolle)
- 1962: Gay Purr-ee (Sprechrolle)
- 1963: Die Hexe und der Zauberer (The Sword in the Stone, Sprechrolle)
- 1964: Mary Poppins (Sprechrolle)
- 1965: The Man from Button Willow (Sprechrolle)
- 1966: Die gestohlenen Weihnachtsgeschenke (How the Grinch Stole Christmas, Gesang)
- 1967: Das Dschungelbuch (The Jungle Book, Sprechrolle)
- 1967: Die Gewaltigen (The War Wagon, Hintergrundgesang)
- 1968: Winnie Puuh und das Hundewetter (Winnie the Pooh and the Blustery Day, Gesang)
- 1969: Zwei Banditen (Butch Cassidy and the Sundance Kid, Gesang)
- 1969: The Trouble with Girls
- 1970: Horton hört ein Hu! (Horton Hears a Who!, Sprechrolle)
- 1970: The Phantom Tollbooth (Sprechrolle)
- 1970: The Aristocats (Sprechrolle)
- 1971: Der Kater mit Hut (The Cat in the Hat, Sprechrolle)
- 1971: Die tollkühne Hexe in ihrem fliegenden Bett (Bedknobs and Broomsticks, Sprechrolle)
- 1972: Snoopy (Snoopy Come Home, Gesang)
- 1972: Der Lorax (Gesang)
- 1977: Die vielen Abenteuer von Winnie Puuh (The Many Adventures of Winnie the Pooh, Gesang)
- 1977: The Hobbit (Gesang)
- 1977: Halloween Is Grinch Night (Gesang)
- 1977: Donny & Marie (Erzähler)
- 1978: Der Esel von Bethlehem (The Small One, Sprechrolle)
- 1979: Rudolph and Frosty’s Christmas in July (Sprechrolle)
- 1980: The Return of the King (Sprechrolle, Gesang)
- 1987: Der tapfere kleine Toaster (The Brave Little Toaster, Sprechrolle)
- 1990: Sing mit uns (Disney Sing Along Songs: Disneyland Fun – It’s a Small World, Gesang)
- 1996: Superior Duck (Erzähler)
- 1997: The Brave Little Toaster to the Rescue
- 1998: The Brave Little Toaster Goes to Mars

Werbung (Auswahl)
- 1952–2005: Kellogg’s Frosted Flakes, als Tony the Tiger
- 1970er/1980er Jahre: Toys “R” Us, als Geoffrey the Giraffe

## Diskografie (Auswahl)
- 1962: Gold Dubloons and Pieces of Eight (The Hardy Boys)
- 1963: Walt Disney Presents The Story of Savage Sam
- 1963: Walt Disney Presents All About Dragons
- 1966: Walt Disney’s Pirates of the Caribbean: The Sound Track of the Fabulous Disney Adventure
- 1966: Thumper’s Great Race (mit anderen)
- 1970: Great Hymns in Story and Song
- 1975: Dragons and Dinosaurs
- 1975: Fun Songs for Kids (mit anderen)
- 2002: Psalms & Selahs (mit seinem Sohn Ron)
- 2013: Dr. Seuss’ How the Grinch Stole Christmas (mit dem MGM Studio Orchestra)

## Auszeichnungen
- 1995: Disney Legend in der Kategorie Animation – Voice
- 2003: Winsor McCay Award